# Итальянский язык
Италья́нский язы́к (italiano, lingua italiana) — официальный язык Италии, Ватикана (наряду с латинским), Сан-Марино и Швейцарии (наряду с немецким, французским и ретороманским). Признан вторым официальным языком в нескольких округах Хорватии и Словении.
Итальянский язык непосредственно восходит к народной латыни, ранее распространённой на территории Италии. В Средние века, когда Италия была политически разъединена, общего литературного языка не существовало, хотя сохранились письменные памятники различных диалектов. Начиная с эпохи Ренессанса, наиболее престижным становится диалект Тосканы, а точнее — Флоренции, на котором писали Данте, Петрарка и Боккаччо. Тем не менее высокообразованные люди продолжали называть итальянский язык «простонародным» — volgare, в противоположность классической, «чистой» латыни. С XVIII—XIX веков начал складываться единый итальянский литературный язык на основе тосканского диалекта, являющегося переходным между северными и южными идиомами. В то же время на территории Италии распространено множество диалектов, взаимопонимание между которыми может быть затруднено: североитальянские диалекты с исторической точки зрения являются галло-романскими, а южноитальянские — итало-романскими. Помимо диалектов, существует несколько региональных разновидностей итальянского литературного языка, а также ряд идиомов, считающихся отдельными языками, а не диалектами итальянского языка (в первую очередь, сардинский и фриульский).
Строй итальянского языка достаточно типичен для романской группы. В фонологии сохраняется формальное противопоставление открытых и закрытых гласных, что обычно для новых романских языков (французский, португальский, каталанский), хотя его роль в фонематическом смыслоразличении невелика. В лексике, помимо слов исконно латинского происхождения, присутствует множество поздних, «книжных» заимствований из латыни.

## История

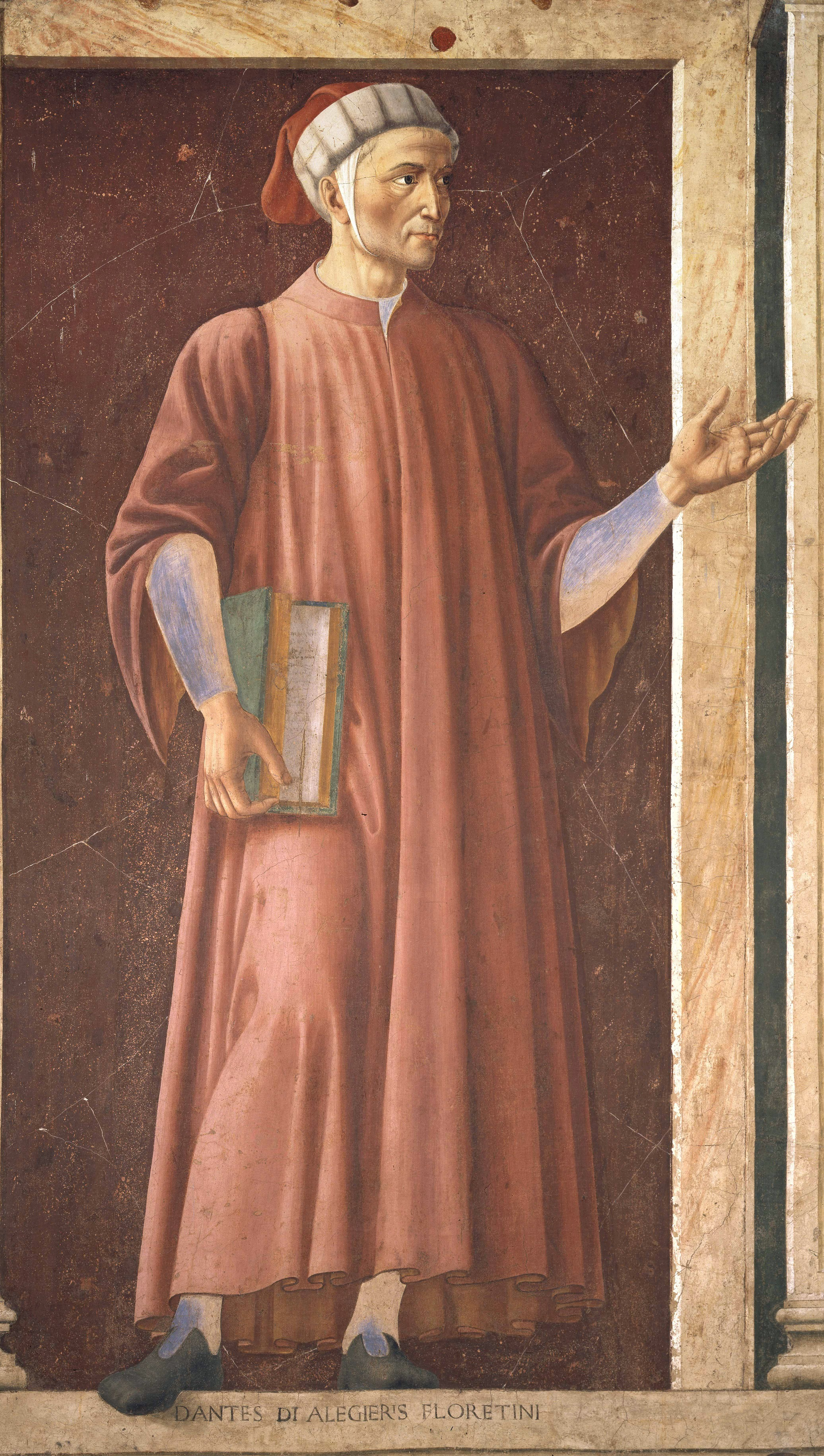
Данте Алигьери

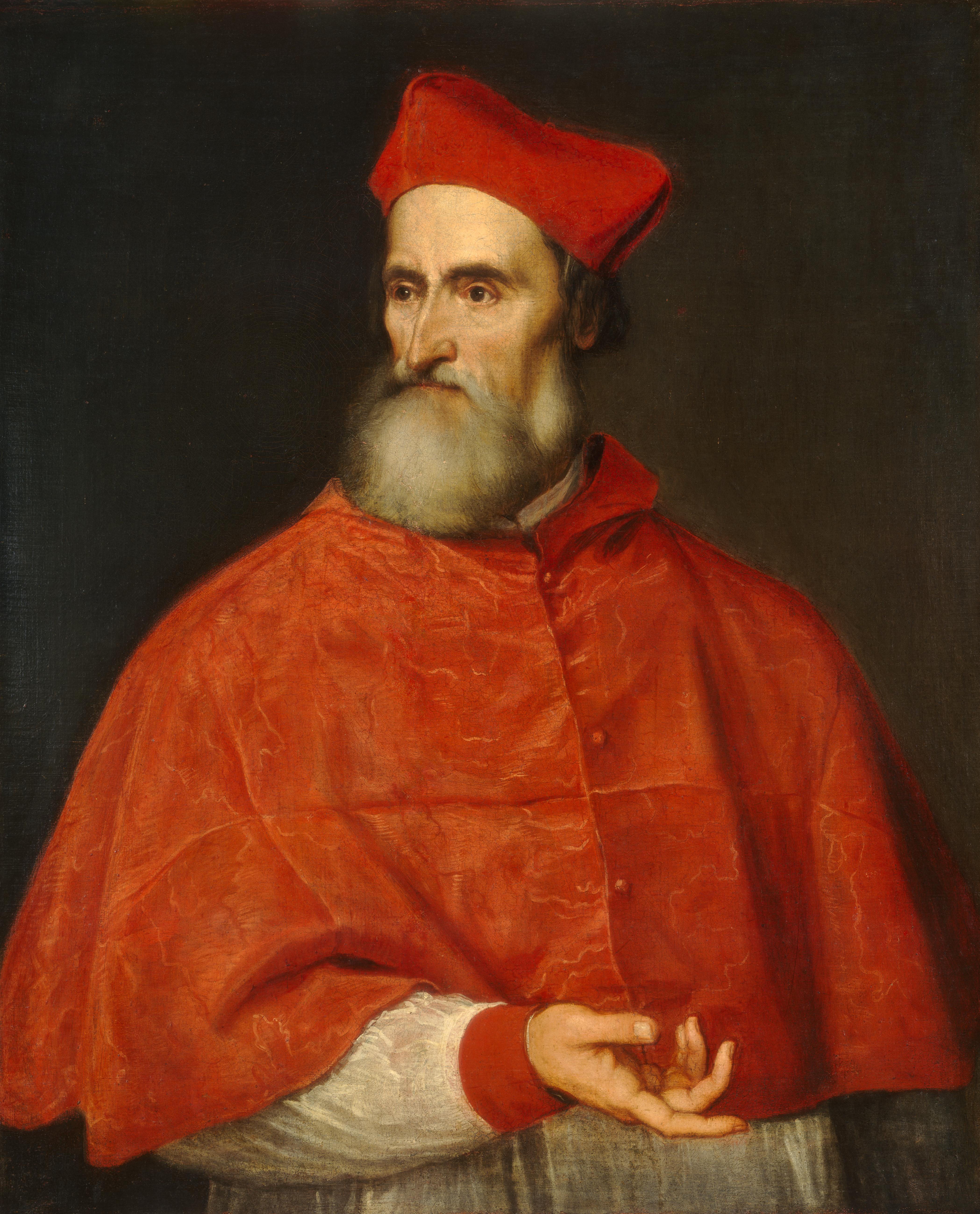
Пьетро Бембо (портрет работы Тициана)

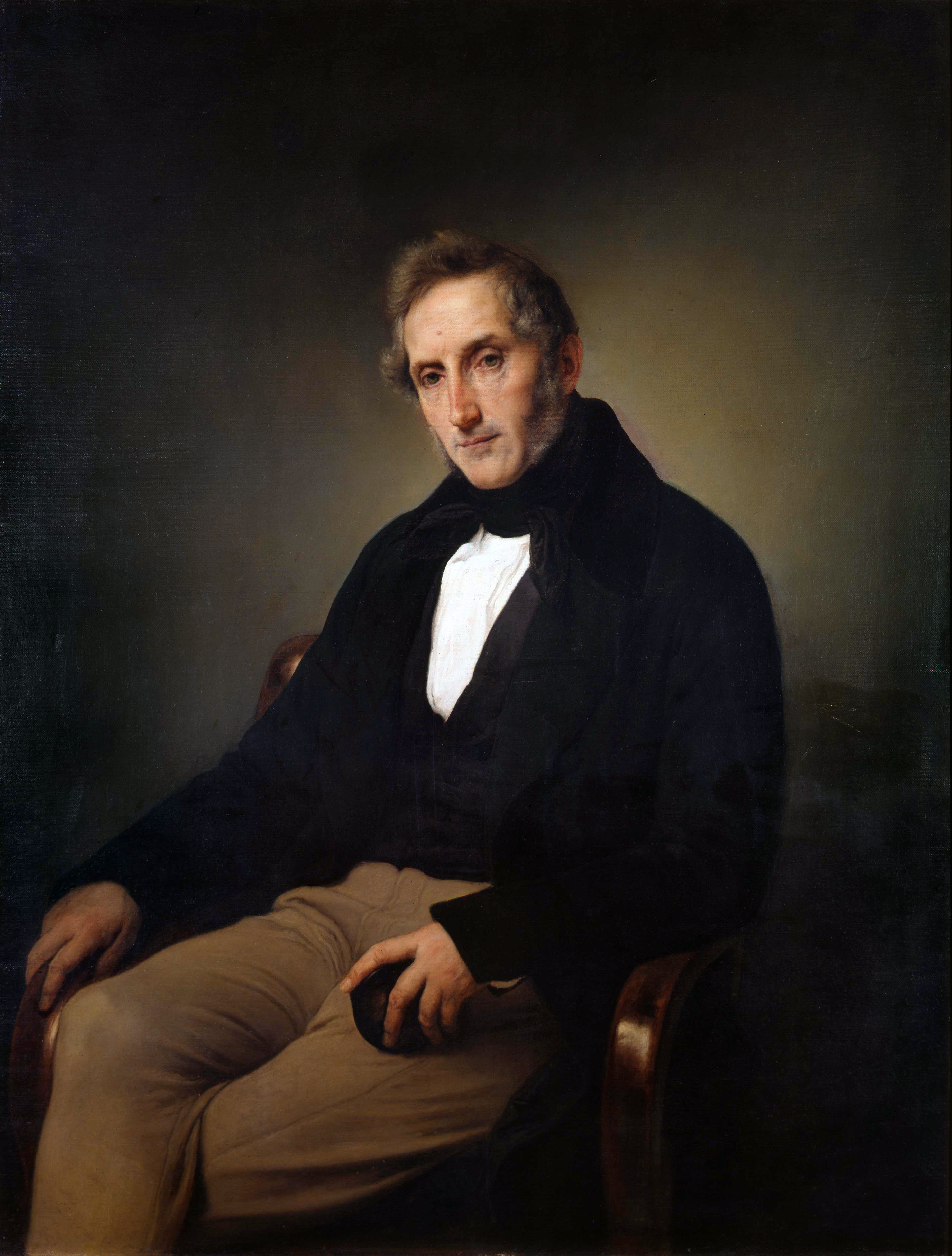
Алессандро Мандзони — один из создателей современного итальянского литературного языка

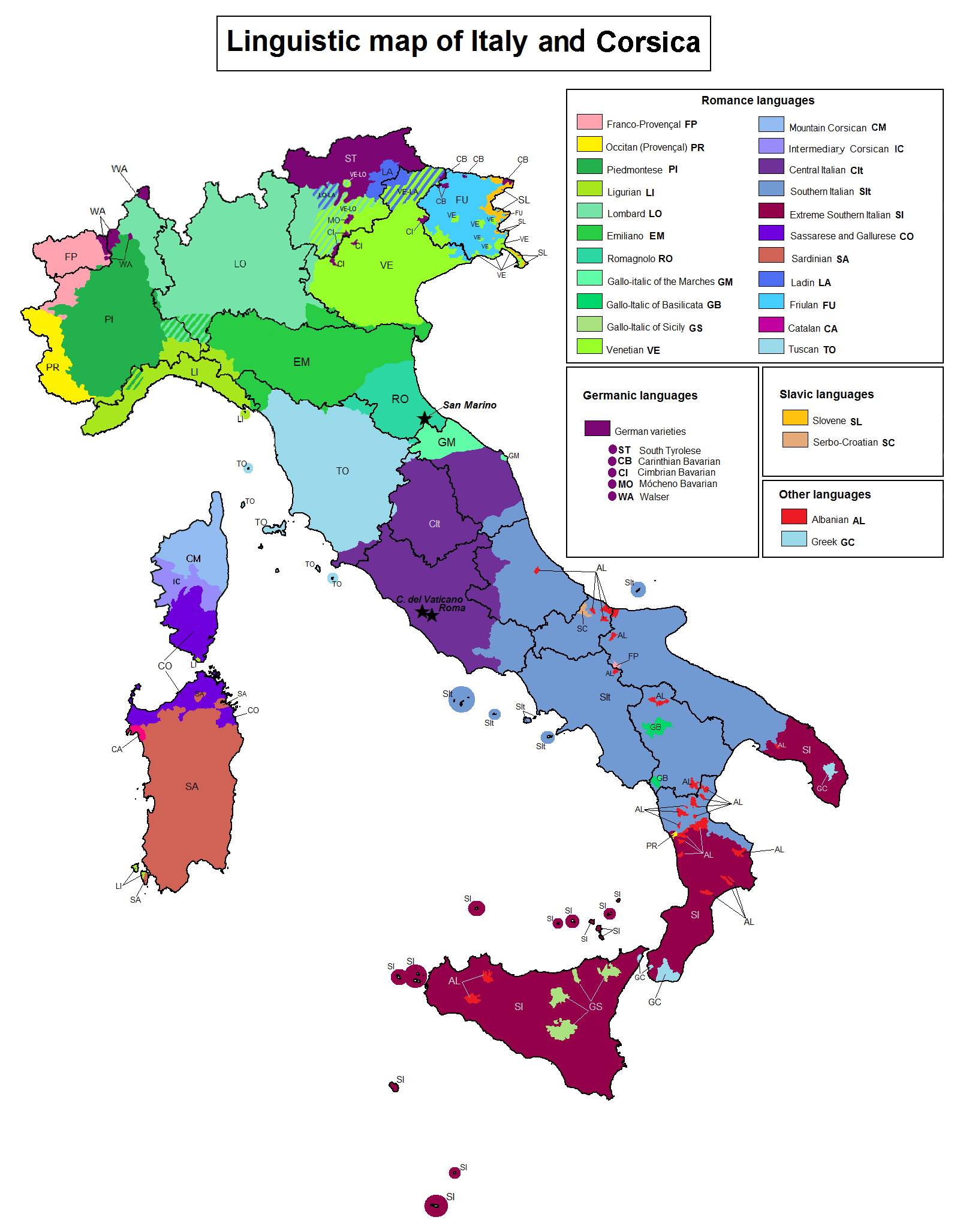
Диалекты Италии

Знание итальянского языка в Европейском союзе

Современный итальянский язык сложился на основе романских диалектов Италии, восходящих к народной латыни. Литературный итальянский язык основан на диалекте Тосканы, то есть того региона, где ранее проживали этруски. Существовало мнение, будто особенности тосканского диалекта связаны с этрусским субстратом, однако в настоящее время оно считается устаревшим.
Историю итальянского языка делят на ряд периодов, первый из которых покрывает время от X века, когда появляются первые записи на народном языке — так называемом вольгаре (Веронская загадка, IX век; Капуанские тяжбы, 960 и 963 годы) до XIII века, времени, когда начинается преобладание флорентийского стандарта. На самом раннем этапе становления языка диалектные памятники создавались в основном в центре и на юге страны; это обычно юридические документы и религиозная поэзия. Крупным центром учености стал монастырь Монтекассино. Позже, к концу XII века, сложились отдельные центры развития литературной традиции на диалектах: Сицилия (куртуазная поэзия), Болонья, Умбрия и др. Особенно богата тосканская традиция, которой присуще значительное жанровое разнообразие. В то же время, наряду с «народным» языком, в Италии использовалась латынь, старофранцузский и старопровансальский языки.
В конце XIII века сложилась школа «нового сладостного стиля» (dolce stil nuovo), взявшая за основу тосканский диалект. Наиболее значительные деятели тосканской литературы XIII—XIV веков — Данте, Боккаччо и Петрарка. В своих трактатах «Пир» (Convivio) и «О народном красноречии» (De vulgari eloquentia) Данте обосновывал тезис о том, что на народном языке возможно создавать произведения на любые темы — от художественных до религиозных. Такой «просвещённый» народный язык он называл volgare illustre, хотя и не считал, что всеми необходимыми качествами обладает какой-то один диалект.
В XIV веке обработанный тосканский диалект, на основе образцов Данте, Петрарки и Боккаччо, стал, по сути, общеитальянским литературным языком. Период развития языка XV—XVI веков называется «среднеитальянским». В это время все чаще появлялись высказывания о превосходстве народного, а точнее—  тосканского языка над латынью (Леон Баттиста Альберти, Анджело Полициано), появилась первая грамматика («Правила народного флорентийского языка», 1495). Писатели из других регионов — например, неаполитанец Якопо Саннадзаро — старались приближать язык своих произведений к тосканскому стандарту.
В XVI веке в Италии произошёл «Спор о языке» (Questione della lingua), после которого стало окончательно принято брать за образец язык классических авторов XIV века: этой точки зрения придерживался Пьетро Бембо, который противостоял и теории «тосканизма», предлагавшей брать за основу живую современную речь Тосканы, и теории «придворного языка» (lingua cortigiana), ориентировавшейся на узус придворных кругов всей Италии. Впоследствии этого начали появляться прескриптивные издания, ориентирующиеся именно на эту теорию — в частности, печатные грамматики («Грамматические правила народного языка» Джованни Фортунио, «Три источника» Никколо Либурнио) и словари. Несмотря на это, в среднеитальянский период в литературных произведениях встречалось множество живых тосканских черт, не удержавшихся в конце концов в рамках нормы (например, окончание -a в 1-м лице единственного числа имперфекта индикатива: cantava «я пел», современное cantavo, помещение объектных клитик после слова, к которому они относятся: vedoti «вижу тебя», совр. ti vedo) — в первую очередь, у тосканских писателей, таких как Макиавелли.
В XVII и XVIII веках продолжалось укрепление позиций тосканского как единого литературного языка Италии, прочие разновидности начали рассматриваться как «диалекты». В XVII веке появился фундаментальный словарь Академии делла Круска (три издания: 1612, 1623 и 1691 годы), закрепивший множество архаизмов и латинизмов. Итальянский язык начал использоваться в науке (Галилей) и философии, продолжилось его использование в литературе и театре (комедия дель арте). В XVIII веке началось пробуждение итальянского самосознания — в частности, на основе единого языка (Л. А. Муратори); вновь появились идеи о необходимости приблизить литературный язык к народному (М. Чезаротти). В то же время начался новый расцвет литературного творчества на диалектах (Карло Гольдони писал пьесы на венецианском диалекте, Джоаккино Белли — стихи на романеско).
После Рисорджименто литературный итальянский язык приобрёл официальный статус, хотя подавляющее большинство итальянцев им не пользуются. Начинается становление современного языка, в котором большую роль сыграло творчество миланца Алессандро Мандзони. Началось подробное изучение итальянских диалектов (Г. И. Асколи). В то же время попытки правительства расширить сферу употребления итальянского языка привели к тому, что позиции диалектов начали ослабевать. На это сильно повлияли Первая мировая война, во время которой литературный язык был зачастую единственным средством общения солдат из разных регионов, и политика правительства Муссолини. После Второй мировой войны началось стремительное распространение литературного языка за счёт всеобщего образования и СМИ. При этом шло активное переселение людей с юга на север страны и из сёл в города, что привело к сближению диалектов и увеличению роли литературного итальянского языка.

## Письменность
| Буква                                                      | Произношение               | Название (ит.)   | Название (рус.)  |
| ---------------------------------------------------------- | -------------------------- | ---------------- | ---------------- |
| A a                                                        | [a]                        | a                | а                |
| B b                                                        | [b]                        | bi               | би               |
| С с                                                        | [k], [ʧ]                   | сі               | чи               |
| D d                                                        | [d]                        | di               | ди               |
| E e                                                        | [e], [ɛ]                   | e                | э                |
| F f                                                        | [f]                        | effe             | э́ффе             |
| G g                                                        | [g], [ʤ]                   | gi               | джи              |
| H h                                                        | [—] см. текст              | acca             | а́кка             |
| I i                                                        | [i], [j]                   | i                | и                |
| L l                                                        | [l]                        | elle             | э́лле             |
| M m                                                        | [m]                        | emme             | э́мме             |
| N n                                                        | [n]                        | enne             | э́нне             |
| O o                                                        | [o], [ɔ]                   | o                | о                |
| P p                                                        | [p]                        | pi               | пи               |
| Q q                                                        | только в сочетании qu [kw] | cu               | ку               |
| R r                                                        | [r]                        | erre             | э́рре             |
| S s                                                        | [s], [z]                   | esse             | э́ссе             |
| T t                                                        | [t]                        | ti               | ти               |
| U u                                                        | [u], [w]                   | u                | у                |
| V v                                                        | [v]                        | vu               | ву               |
| Z z                                                        | [ʣ], [ʦ]                   | zeta             | дзе́та            |
| Преимущественно для записи слов иностранного происхождения |                            |                  |                  |
| J j                                                        | [j]                        | i lunga          | и лу́нга          |
| K k                                                        | [k]                        | cappa            | ка́ппа            |
| W w                                                        | [v], [w]                   | vu doppia        | ву до́ппья        |
| X x                                                        | [ks]                       | ics              | икс              |
| Y y                                                        | [i], [j]                   | ipsilon, i greca | и́псилон, и гре́ка |

Итальянский язык использует латинский алфавит с дополнительными диакритиками. В нём широко используются также диграфы.
Буквы c и g обозначают звуки [k] и [g] перед гласными непереднего ряда (o, u, a), а перед гласными e, i они читаются как [ʧ] и [ʤ], соответственно. В сочетаниях «ci, gi + гласный» буква i не читается, а только обозначает чтение c и g как аффрикат (ciao «привет'/'пока» ['ʧao]), если только на i не падает ударение. Сочетания cie, gie в современном языке не отличаются по произношению от ce, ge([ʧe] и [ʤe]). Они используются в немногих корнях (cieco «слепой», но ceco «чешский») и во множественном числе имён женского рода после гласных: valigia «саквояж» — мн. ч. valigie (не valige). Триграф sci обозначает [ʃ].
Звуки [k] и [g] перед i, e обозначаются ch, gh (ср. также sch [sk]): ghiaccio «лёд» [ˈgjjaʧːo], che [kje] «что».
Буква h не имеет собственного звукового значения. Она используется в диграфах ch, gh (и триграфе sch), в заимствованиях, в междометиях (ahi «увы»), а также для того, чтобы отличать формы глагола avere «иметь» от омонимичных им других слов: ho «я имею» (o «или»), hai «ты имеешь» (ai — слитная форма предлога a и артикля i), ha «он(а) имеет» (a 'к'), hanno «они имеют» (anno «год»).
Диграфы gl и gn обозначают палатальные сонанты [ʎ] (лль) и [ɲ] (нь). Сочетание [ʎ] с любым гласным, кроме i, требует написания триграфа gli: ср. gli [ʎi] (льи) — изменение артикля i, или «ему»; но migliaia [miʎˈʎaja] (милья́я) «тысяча».
Буква q используется только в составе сочетания qu, обозначающего [kw]. Удвоенное соответствие qu выглядит как триграф cqu: acqua «вода», nacque «(он) родился» (исключения: soqquadro «беспорядок», biqquadro «бекар»).
Буквы i и u могут обозначать как гласные [i] и [u], так и глайды [j] и [w]. Обычно в соседстве с другим гласным они обозначают глайды, если на них не падает ударение или речь не идёт о суффиксе -ia. Ударение это обычно на письме не обозначается: Russia [ˈrus.sja] «Россия», но trattoria [trat.to.ˈri.a] «трактир». Ср., однако, capìi [ka.ˈpi.i] «я понял».
Буквы e и o могут обозначать как более закрытые [e], [o], так и более открытые [ɛ], [ɔ]. Если над ними не стоит знак акута или грависа, они не различаются: legge «закон» ([ˈleʤːe]), но legge «он(а) читает» ([ˈlɛʤːe]).
Знаки акута и грависа используются, в первую очередь, для указания на то, что ударным является последний слог, причём если ударный гласный — i, u или a, то используется всегда гравис: città «город», gioventù «юность», capì «он(а) понял(а)». Если же гласный принадлежит среднему подъёму, то для указания на открытость используется гравис, а на закрытость — акут: perché «почему» [perˈke], tè [tɛ] «чай».
Кроме того, знаки акута и грависа ставятся над некоторыми полноударными формами, чтобы отличать их от омографов, которые обозначают безударные слова: dà «он(а) даёт» и da «от», sì «да» и si «-ся», возвратность (ср. также è «он(а) есть» и e «и»).
Буква j используется в ряде заимствований и личных имён, сохраняющих традиционное написание (ср. Juventus). В старых текстах встречается j в окончаниях множественного числа имён на -io: principj «нача́ла» (морфологически principi-i, ср. principio «нача́ло»).

## Лингвистическая характеристика

### Фонетика и фонология
В области фонетики и фонологии итальянский язык по сравнению с прочими романскими довольно типичен. 
В фонологии сохраняется формальное противопоставление открытых и закрытых гласных, что обычно для «новых» романских языков (французский, португальский, каталанский), хотя его значение в фонематическом различение значений слов невелико. Безударные слоги в большинстве своём хорошо сохраняются.
В области вокализма получил развитие «итальянский тип» (в частности, совпадение латинских кратких гласных верхнего подъёма и долгих гласных среднего подъёма в гласных верхне-среднего подъёма).  
В области согласных для итальянского языка свойственен достаточно большой консерватизм: сохраняются количественные противопоставления (геминаты), не происходят или происходят нерегулярно процессы ослабления согласных между двумя гласными.
Итальянские слова, в целом, произносятся так же, как и пишутся, но, в отличие от русского языка, в итальянском языке нет редукции: иначе говоря, гласные в безударном положении произносятся так же отчётливо, как и в ударном. Произношение согласных букв тоже происходит гораздо напряжённее и чётче, чем в русском языке, а перед гласными e, i согласные никогда не смягчаются.

#### Гласные
Состав гласных монофтонгов литературного итальянского языка представлен в таблице:
|                | Передние | Средние | Задние |
| -------------- | -------- | ------- | ------ |
| Верхние        | i        |         | u      |
| Средне-верхние | e        |         | o      |
| Средне-нижние  | ɛ        |         | ɔ      |
| Нижние         |          | a       |        |

Полный набор гласных представлен только в ударных слогах, в безударных противопоставление двух рядов гласных среднего подъёма снимается в пользу [e], [o].
В итальянском языке существуют также дифтонги (сочетания гласных с [j], [w]): poi [pɔj] «потом», buono [ˈbwɔno] «хороший») и трифтонги: buoi «быки». При этом, с фонологической точки зрения, большинство таких сочетаний дифтонгами не являются, а рассматриваются как соположения гласных и глайдов. Истинными дифтонгами являются, в частности, uo и ie, ср. buono и bontà «доброта» (uo участвует в чередовании).

#### Согласные
|               | Губные | Губные | Зубные/альвеолярные | Зубные/альвеолярные | Постальвеолярные/палатальные | Постальвеолярные/палатальные | Заднеязычные | Заднеязычные |
| ------------- | ------ | ------ | ------------------- | ------------------- | ---------------------------- | ---------------------------- | ------------ | ------------ |
| Носовые       |        | m      |                     | n                   |                              | ɲ                            |              |              |
| Взрывные      | p      | b      | t                   | d                   |                              |                              | k            | ɡ            |
| Аффрикаты     |        |        | t͡s                  | d͡z                  | t͡ʃ                           | d͡ʒ                           |              |              |
| Щелевые       | f      | v      | s                   | za                  | ʃ                            | (ʒ)                          |              |              |
| Аппроксиманты |        |        |                     |                     |                              | j                            |              | w            |
| Боковые       |        |        |                     | l                   |                              | ʎ                            |              |              |
| Дрожащие      |        |        |                     | r                   |                              |                              |              |              |

#### Ударение
Ударение в итальянском языке обычно падает на предпоследний слог (такие слова в итальянской традиции называются «ровными» (parole piane): càsa «дом», giornàle «газета»). Часты также слова с ударением на третий от конца слог («ломаные», parole sdrucciole). В этом классе много слов с безударными суффиксами: simpàtico «симпатичный, привлекательный», edìbile «съедобный». Кроме того, сюда относятся глаголы, к которым присоединены энклитики, не влияющие на расстановку ударения, и глаголы 3 лица множественного числа настоящего времени с окончанием -no, также не меняющим ударения: lavòrano «они работают» (как lavòra «он(а) работает»), scrìvi-gli «напиши-ему» (как scrìvi «напиши»). Ряд слов имеют фиксированное ударение на третьем от конца слоге: zùcchero «сахар», àbita «он(а) живёт».
Слова с ударением на последнем слоге называются «усечёнными» (parole tronche). Это заимствования (caffè «кофе») — слова, восходящие к определённому типу латинского склонения (civiltà «цивилизация» — из лат. civilitas, civilitatis), а также некоторые формы будущего времени и простого перфекта (см. ниже о глагольной морфологии). Наконец, редкий тип слов — слова с ударением на четвёртом слоге от конца («дважды ломаные», parole bisdrucciole). Они образуются либо путём добавления к «ломаным словам» одной клитики (или окончания -no) (àbitano «они живут»), либо при добавлении к «полным» глагольным формам двух клитик: scrìvi-glie-lo «напиши-ему-это», dimenticàndo-se-ne «забыв об этом» (буквально «забывши-сь-об этом»). При этом на письме ударение обозначается только тогда, когда падает на последний слог (см. раздел об орфографии).

#### Элизия
В итальянском языке элизии, как правило, подвергаются:
1. неопределённый артикль женского рода una, если следующее слово начинается на a — un’antica;
2. определённые артикли единственного числа lo, la — l’albero, l’erba;
3. одна из форм определённого артикля мужского рода множественного числа gli, если следующее слово начинается на i — gl’Italiani, gl’Indiani;
4. артикль множественного числа женского рода le изредка усекается в диалектах и разговорной речи — l’erbe; но, безусловно, предпочтительным вариантом является использование полной формы этого артикля — le erbe.
5. Кроме того, элизия нередко применяется для некоторых предлогов, местоимений, и прилагательных:

- di: — d’Italia;
- mi, ti, si, vi: — m’ha parlato, v’illudono;
- grande, santo, bello, quello — grand’uomo, sant’Angelo, bell’albero, quell’amico.

Как видно из вышеприведённых примеров, элизия в итальянском языке — это выпадение одиночного гласного звука в конце слова.
В итальянском языке также наблюдаются выпадения слогов целиком, которые не маркируются апострофом и называются по-разному:
* афереза (afèresi) — опускание слога в начале слова;
* синкопа (sincope) — опускание слога в середине слова;
* апокопа (apocope, также troncamento) — опускание последнего слога (без присоединения последующего слова).

### Морфология
По сравнению с остальными, в значительной мере аналитическими западно-романскими языками, литературный итальянский язык отличается большей синтетичностью и сохранением большей флективности форм существительных, что сближает его с румынским. Особую сложность в употреблении представляют собой адвербиальные местоимения ci и ne, соответствующие французским y и en, полностью отсутствующие в испанском языке.

### Имена
В итальянском языке различается два рода: мужской (maschile) и женский (femminile). Нет падежей, есть только предлоги (di, a, da, con и т. д.).
Личные местоимения: io («я»), tu («ты»), lui («он»), lei («она»), noi («мы»), voi («вы»), loro («они»). Формальные «Вы» — Lei (единственное число) или Loro (множественное число). Местоимения склоняются.
Притяжательные местоимения: mio («мой»), tuo («твой»), suo («его/её»), nostro («наш»), vostro («ваш»), loro («их»).
Итальянский язык утратил латинский аналог для «его», который звучал как [ejus]; вместо него начало использоваться латинское местоимение «свой» в качестве «его». Латинское местоимение «их», eorum, сохранилось, как и loro (от латинского illorum, «тех»), ставшее несклоняемым.

#### Числительное
| Русский | Итальянский | IPA        |
| ------- | ----------- | ---------- |
| Один    | uno         | /ˈuno/     |
| Два     | due         | /ˈdue/     |
| Три     | tre         | /tre/      |
| Четыре  | quattro     | /ˈkwattro/ |
| Пять    | cinque      | /ˈtʃiŋkwe/ |
| Шесть   | sei         | /ˈsɛi/     |
| Семь    | sette       | /ˈsɛtte/   |
| Восемь  | otto        | /ˈɔtto/    |
| Девять  | nove        | /ˈnɔve/    |
| Десять  | dieci       | /ˈdjɛtʃi/  |

| Русский      | Итальянский | IPA             |
| ------------ | ----------- | --------------- |
| Одиннадцать  | undici      | /ˈunditʃi/      |
| Двенадцать   | dodici      | /ˈdoditʃi/      |
| Тринадцать   | tredici     | /ˈtreditʃi/     |
| Четырнадцать | quattordici | /kwatˈtorditʃi/ |
| Пятнадцать   | quindici    | /ˈkwinditʃi/    |
| Шестнадцать  | sedici      | /ˈsɛditʃi/      |
| Семнадцать   | diciassette | /ditʃasˈsɛtte/  |
| Восемнадцать | diciotto    | /diˈtʃɔtto/     |
| Девятнадцать | diciannove  | /ditʃanˈnɔve/   |
| Двадцать     | venti       | /ˈventi/        |

| Русский         | Итальянский  | IPA             |
| --------------- | ------------ | --------------- |
| Двадцать один   | ventuno      | /venˈtuno/      |
| Двадцать два    | ventidue     | /ventiˈdue/     |
| Двадцать три    | ventitré     | /ventiˈtre/     |
| Двадцать четыре | ventiquattro | /ventiˈkwattro/ |
| Двадцать пять   | venticinque  | /ventiˈtʃinkwe/ |
| Двадцать шесть  | ventisei     | /ventiˈsɛi/     |
| Двадцать семь   | ventisette   | /ventiˈsɛtte/   |
| Двадцать восемь | ventotto     | /venˈtɔtto/     |
| Двадцать девять | ventinove    | /ventiˈnɔve/    |
| Тридцать        | trenta       | /ˈtrenta/       |

| Русский                      | Итальянский   | IPA       |
| ---------------------------- | ------------- | --------- |
| сто                          | cento         | /ˈtʃɛnto/ |
| тысяча                       | mille         |           |
| две тысячи                   | duemila       |           |
| две тысячи двенадцать {2012} | duemiladodici |           |

#### Глагол
В итальянском языке существует три спряжения глагола, 8 времён и 4 наклонения. Глаголы, заканчивающиеся в инфинитиве на -are (volare «летать»), относятся к первому спряжению, на -ere (cadere «падать») — ко второму, и на -ire (capire «понять») — к третьему. Есть также возвратные глаголы: lavare «мыть»; lavarsi «мыться». Все глаголы изменяются по лицам, то есть в каждом времени каждый глагол имеет шесть форм — три в единственном числе и три во множественном. Неправильные итальянские глаголы не подчиняются общим правилам образования форм в лицах, поэтому все формы каждого времени приходится запоминать (verbi irregolari).
|               | -are parlare | -ere vendere | -ire dormire / capire |
| ------------- | ------------ | ------------ | --------------------- |
| io            | -o           | -o           | -o / -isco            |
| tu            | -i           | -i           | -i / -isci            |
| lui, lei, Lei | -a           | -e           | -e / -isce            |
| noi           | -iamo        | -iamo        | -iamo                 |
| voi           | -ate         | -ete         | -ite                  |
| loro          | -ano         | -ono         | -ono / -iscono        |

### Синтаксис
По наблюдению Сёрена (1984), синтаксис, как и прочие языковые черты тосканского диалекта, в целом отличается достаточно сложным и даже хаотичным переплетением северо-романских моделей с южно-романскими, перешедшими в современный литературный итальянский язык. К тому же выводу приходит и Прайс в анализе синтаксиса сравнительных конструкций итальянского языка, который обнаруживает сходства с испанской и французской моделями, но, при этом, не совпадает ни с одной из них.

## Пример языка
Первая статья «Декларации прав человека» на итальянском языке:
Tutti gli esseri umani nascono liberi ed eguali in dignità e diritti. Essi sono dotati di ragione e di coscienza e devono agire gli uni verso gli altri in spirito di fratellanza.